# 多孔質材料

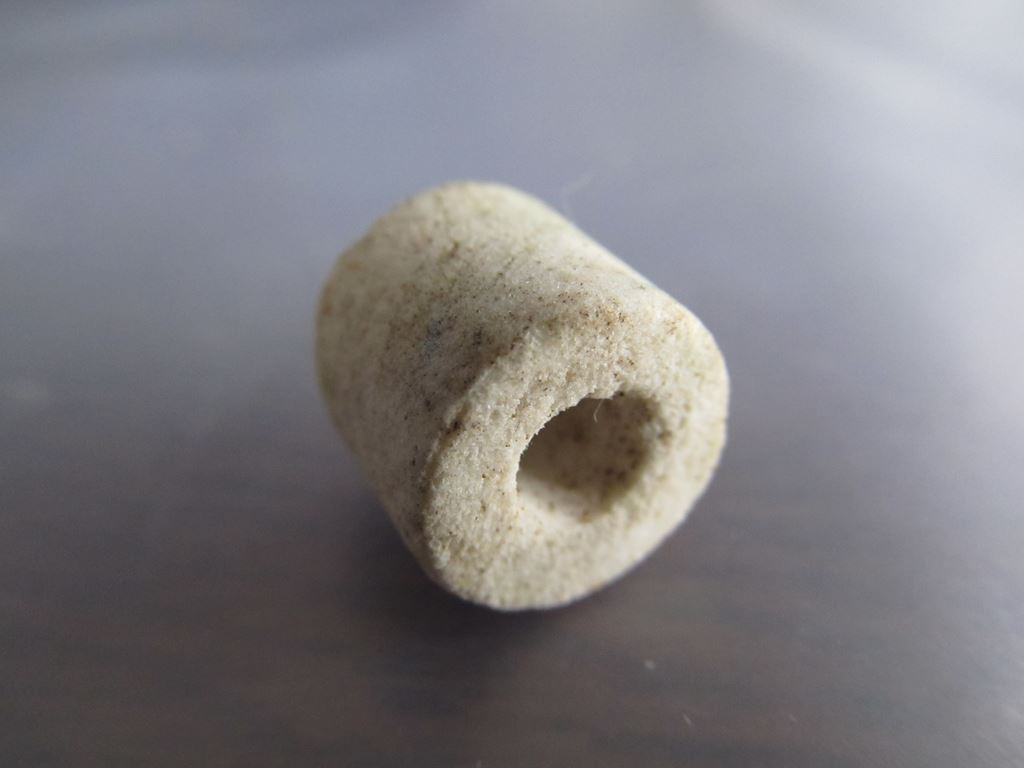
ガラス系多孔質ろ材

多孔質材料（たこうしつざいりょう、porous medium）とは、細孔が非常に多く空いている材料のこと。細孔の大きさによって、ミクロポーラス材料、メソポーラス材料、マクロポーラス材料に分けられる。例えば、活性炭やゼオライトなどはミクロポーラス材料、MCMやFSMなどはメソポーラス材料、軽石などはマクロポーラス材料である。主として、吸着剤や触媒担体に用いられる。
細孔径（pore-size）が異なることは、細孔中に取り込まれた分子の挙動が異なることを意味する。ミクロポーラス材料では細孔が小さいため、取り込まれた分子は液体のような挙動を示し、脱着は困難となる。それに対し、メソポーラス材料ではタンパク質やDNAなどの大きい分子はともかく、通常の気体分子は細孔中でも気体として振る舞う。